# كليمنس فنكلر
كليمنس ألكسندر فنكلر (بالألمانية: Clemens Alexander Winkler) (و. 1838 – 1904 م) هو كيميائي، وأستاذ جامعي ألماني، ولد في فرايبرغ، وكان عضوًا في أكاديمية ساكسون للعلوم (منذ 13 ديسمبر 1890)، والأكاديمية الألمانية للعلوم ليوبولدينا (منذ 1877)، والأكاديمية البروسية للعلوم، والأكاديمية الملكية السويدية للعلوم، توفي في درسدن، عن عمر يناهز 66 عاماً، بسبب سرطان.
ينسب إلى كليمنس فنكلر اكتشاف عنصر الجرمانيوم.

## التعليم
تعلم في جامعة فرايبيرغ التكنولوجية.

## جوائز
حصل على جوائز منها:
- Geheimer Bergrat ‏.

## روابط خارجية
- كليمنس وينكلر على موقع الموسوعة البريطانية (الإنجليزية)